# (96623) Leani
(96623) Leani (1999 ET4) – planetoida z pasa głównego asteroid okrążająca Słońce w ciągu 3,59 lat w średniej odległości 2,34 j.a. Odkryta 14 marca 1999 roku.